# Nikola Nosková
Nikola Nosková   (Jablonec nad Nisou, 1 de juliol de 1997) és una esportista txeca que competeix en ciclisme en les modalitats de carretera, ciclisme de muntanya i ciclocròs. Actualment milita a l'equip Cofidis.

## Palmarès en ruta
- 2014
  -  Campiona de Txèquia júnior en ruta
  -  Campiona de Txèquia júnior en contrarellotge
- 2017
  -  Campiona de Txèquia en ruta
  -  Campiona de Txèquia en contrarellotge
  - 1a al Giro del Trentino
- 2018
  -  Campiona d'Europa sub-23 en ruta
- 2020
  -  Campiona de Txèquia en contrarellotge

### Participació en Grans Voltes

#### Giro d'Itàlia
- 2024: Abandona a la 7a etapa

#### Tour de França
- 2024: 91a posició

#### Volta a Espanya
- 2025: 73a posició